# Триивичест дъждосвирец
Триивичест дъждосвирец (Charadrius tricollaris) е вид малка птица от семейство Дъждосвирци (Charadriidae).

## Разпространение
Този вид е разпространен в реките и езерата на голяма част от източните и южни части на Африка и Мадагаскар.